# Walter Junghans
Walter Junghans (Amburgo, 26 ottobre 1958) è un allenatore di calcio ed ex calciatore tedesco occidentale, dal 1990 tedesco, di ruolo portiere, allenatore dei portieri del Bayern Monaco.

## Carriera

### Club
Iniziò la carriera nel 1977 nel Bayern Monaco come riserva di Sepp Maier. Il ritiro dal calcio giocato da parte di Maier, permise al giovane portiere di giocare con continuità e di vincere con il club bavarese due Bundesliga e una Coppa di Germania.
Dopo la perdita del posto da titolare, il portiere si trasferì nel 1982 allo Schalke 04, con cui militò per cinque stagioni. Nel 1987 fu acquistato dall'Hertha Berlino con cui vinse la 2. Bundesliga nel 1990. Appese le scarpette al chiodo nel 1996 dopo aver difeso per due campionati la porta del Fortuna Colonia.

### Nazionale
Pur non avendo giocato alcuna partita con la Germania Ovest, Junghans si laureò insieme alla sua squadra vincitore del campionato d'Europa 1980.

## Palmarès

### Giocatore

#### Club
- Campionato tedesco: 2

Bayern Monaco: 1979-1980, 1980-1981
- Coppa di Germania: 1

Bayern Monaco: 1981-1982
- 2. Fußball-Bundesliga: 1

Hertha Berlino: 1989-1990

#### Nazionale
- Campionato d'Europa: 1

Italia 1980